# Edward Jans
Edward Jans (ur. 17 sierpnia 1946 w Medicine Hat) – kanadyjski strzelec, olimpijczyk.
Brał udział w Letnich Igrzyskach Olimpijskich 1972 (Monachium). Startował w jednej konkurencji, w której zajął 32. miejsce.

## Wyniki olimpijskie
| Igrzyska | Konkurencja            | Wynik                          | Miejsce |
| -------- | ---------------------- | ------------------------------ | ------- |
| IO 1972  | Pistolet dowolny, 50 m | 542 punkty (94-90-91-86-92-89) | 32.     |